# Žehra
Žehra je vas in občina v okraju Spišská Nová Ves v Košiškem okraju v osrednji vzhodni Slovaški.

## Cerkev
Vas je bil v lokalnih dokumentih prvič omenjena leta 1245, ko je grof Johann iz Žehre dovolil cerkvenim oblastem iz Spiša, da v Žehri zgradijo cerkev.
Gradnja cerkve  sv. Duha je bila zaključena leta 1275. Cerkev ne slavi samo po svojem slikovitem videzu na griču nad vasjo, ampak tudi zaradi omembe vrednega števila stenskih poslikav. Slike so se ohranile kljub velikim poškodbam zgradbe, vključno s požarom v 15. stoletju, v katerem je pogorel prvotni strop. Cerkev je enoladijska z dvema čubulastima kupolama iz 17. stoletja.
Najstarejša stenska poslikava je skupina osmih  posvetitvenih križev na mestih, kjer je bila prvotna zgradba v 13. stoletju  posvečena s sveto krizmo. 
Kasneje v 13. stoletju je bila na timpanonu južnih cerkvenih vrat naslikana Golgota.
Na freskah v cerkvi, naslikanih v 14. stoletju, je opazen bizantinski vpliv. Freske med drugim prikazujejo zadnjo sodbo, zadnjo večerjo, snemanje s križa in sv. Kozmo in Damijana, zavetnika zdravnikov.
Na severni steni sta dve uokvirjeni freski. Ena od njiju prikazuje Kristusovo objokovanje, druga pa simbolično drevo življenja z dramatično zmago Cerkve nad judovstvom. Slednja je iz 15. stoletja.
Slike so se ohranile zaradi apnenega beleža, s katerim so po izbruhu kuge v 15. stoletju za dezinfekcijo  pobelili stene. Ponovno so jih odkrili v 1950. letih, ko so belež odstranili s pomočjo skute, ki je zaradi vsebnosti kazeina za to zelo primerna.
Češkoslovaška republika je leta 1985 cerkev razglasila za narodni spomenik. Leta 1993 je bila cerkev s Spišikim gradom, Spiško Kapitulo in naravnim rezervatom Drevenik vpisana na Unescov seznam svetovne dediščine. Leta 2009 se jim je pridružila še bližnja Levoča.

## Demografija
| Leto          | 1994 | 2004     | 2014     | 2024     |
| ------------- | ---- | -------- | -------- | -------- |
| Število ljudi | 1265 | 1696     | 2300     | 2767     |
| Razlika       |      | +34,07 % | +35,61 % | +20,30 % |

| Leto          | 2023 | 2024    |
| ------------- | ---- | ------- |
| Število ljudi | 2736 | 2767    |
| Razlika       |      | +1,13 % |